# Prometon
Prometon ist eine chemische Verbindung aus der Gruppe der Methoxytriazine.

## Gewinnung und Darstellung
Prometon kann durch Reaktion von Propazin mit Methanol in Gegenwart von Natriumhydroxid oder durch Reaktion von Propazin mit Natriummethoxid  gewonnen werden.

## Eigenschaften
Prometon ist ein weißer brennbarer Feststoff, der sehr schwer löslich in Wasser ist.

## Verwendung
Prometon wird als Herbizid gegen mehrjährige Gräser und Blattunkräuter verwendet. Es wirkt durch Hemmung der Photosynthese und beeinflusst das Photosystem II, indem es mit Plastochinon konkurriert und so Elektronentransport-Prozesse stört. Es wurde in den USA im Mai 1959 erstmals zugelassen.

## Zulassung
Prometon wird nicht in der Liste der in der Europäischen Union erlaubten Wirkstoffe von Pflanzenschutzmitteln aufgeführt. In Deutschland, Österreich und der Schweiz sind keine Pflanzenschutzmittel mit diesem Wirkstoff zugelassen.